# Schule Alte Heerstraße 22
Die alte ehemalige Schule Alte Heerstraße 22 (Bundesstraße 6) in Asendorf (Landkreis Diepholz) in der niedersächsischen Samtgemeinde Bruchhausen-Vilsen stammt vom Ende des 19. Jahrhunderts.
Aktuell (2023) wird sie durch Wohnungen, Gewerbe und Dienstleister genutzt.
Das Gebäude steht unter Denkmalschutz (siehe auch Liste der Baudenkmale in Asendorf (Landkreis Diepholz)).

## Geschichte und Beschreibung
Seit etwa 1900 befand sich hier lange Zeit die Asendorfer Schule. Ende der 1950er-Jahre mit Einführung des neunten Schuljahres und aufgrund der Schulreformen war die Schule zu klein und durch ihre Lage an der Bundesstraße der Straßenlärm zu groß. Der Bau einer neuen Schule in der Nähe fand statt. Die zweizügige Grundschule in Asendorf steht an der Bahnhofstraße 6.
1980 wurde das Gebäude verkauft. Nach Umbauten wurde es durch 13 Wohnungen und ein Geschäft für Antiquitäten genutzt. Es war danach ein Durchgangslager für russische Umsiedler. Ein längerer Leerstand folgte und 1998 nach einem Konkurs eine Zwangsverwaltung. Überlegungen, hier einen Treffpunkt für die Bevölkerung einzurichten konnten kostenbedingt von der Gemeinde nicht realisiert werden. Nach erneutem Verkauf 2019 wird es heute durch Wohnungen, Büros und Praxen genutzt.
Das zweigeschossige verklinkerte T-förmige historisierende Gebäude von 1899 mit einem seitlichen Flügel und einem hinteren Anbau, mit Satteldächern sowie Segmentbogenöffnungen wird geprägt durch den markanten Giebel zur Straße mit seinen fünf schmalen Fenstern mit Oberteilen als Blendfenster im Giebeldreieck im Stile eines neogotischen Blendmaßwerks, und darunter den jeweils vier hohen Fenstern in den beiden früheren Klassentrakten. Neben den Klassenräumen befanden sich Wohnungen in dem Haus auch.